# Monastère Saint-André d'Eixalada
Vous lisez un « bon article » labellisé en 2015.
Pour les articles homonymes, voir Monastère Saint-André.
Le monastère Saint-André d'Eixalada (catalan : Sant Andreu d'Eixalada) est un monastère chrétien bénédictin actif au IXe siècle dans l'Est des Pyrénées (actuel département français des Pyrénées-Orientales). Fondé au bord du fleuve Têt au plus tard en 840-841, il est détruit par une inondation en 878.
Fondé par des membres d'une même famille, le monastère Saint-André d'Eixalada connait d'abord une période de stagnation et de pauvreté, jusqu'à l'arrivée de nouveaux moines, bien plus aisés, en 854. Le plus fortuné d'entre eux, nommé Protasius, est également un homme d'un fort dynamisme. Sous son impulsion, le monastère accroît ses possessions et son influence, obtenant notamment en 871 un diplôme du roi des Francs, Charles le Chauve, qui en fait une abbaye royale.
En 878, l'abbaye est à son apogée. À la fois protégée du comte de Conflent Miron le Vieux et son alliée, elle participe à la conquête par celui-ci du comté de Roussillon. À la fin de cette même année, le monastère Saint-André d'Eixalada est détruit par une inondation. Les dégâts sont tels que les moines survivants décident d'abandonner le site et de fonder une nouvelle abbaye en aval, à Cuxa, sur un terrain appartenant à Protasius.

## Situation
| \| Thuès-les-Bains · (Eixalada) Abbaye d'Arles-sur-Tech Llívia Prades Saint-Michel de Cuxà \| Répartition des principaux lieux cités dans cet article. |
| Thuès-les-Bains · (Eixalada) Abbaye d'Arles-sur-Tech Llívia Prades Saint-Michel de Cuxà                                                                |

La Têt est un fleuve qui prend naissance dans les Pyrénées, au pied du pic Carlit, qui rejoint ensuite au niveau de Bolquère un vaste plateau d'altitude (la Cerdagne, dont la capitale historique est Llívia) avant de se lancer, au moment de contourner la citadelle de Mont-Louis, dans un fossé d'effondrement qui forme une vallée très encaissée creusée de nombreuses gorges. Celle-ci, à partir de Prades, s'élargit puis traverse la plaine du Roussillon avant de se jeter dans la mer Méditerranée, peu après Perpignan. La vallée de la Têt, entre Cerdagne et Roussillon, s'appelle le Conflent. Le Haut Conflent est la partie encaissée et escarpée, le Bas Conflent la large vallée qui lui succède,.
Cette région, sous l'influence du climat méditerranéen de la plaine du Roussillon, chaud et sec l'été, subit parfois de très fortes pluies à la fin de l'été ou en automne. Comme toutes les Pyrénées, le Conflent connaît de multiples sources d'eaux chaudes utilisées depuis l'Antiquité pour le thermalisme et vénérées par les peuples païens avant l'arrivée du christianisme. De nombreuses communautés humaines (villages, monastères) se sont formées près de ces sources pendant des millénaires.
Le monastère Saint-André d'Eixalada fut construit sur la rive droite de la Têt, à proximité de sources chaudes, dites sources d'Eixalada, à un endroit où le fleuve côtier a creusé un défilé (défilé des Graus). De nos jours, plusieurs sources thermales surgissent près de ce lieu, et une station thermale y était active environ un kilomètre en amont aux xixe et xxe siècles : la station de Thuès-les-Bains, devenu un lieu-dit incluant une maison d'accueil spécialisée, environ deux kilomètres en aval de la commune de Thuès-Entre-Valls. Le site du monastère disparu se trouve au bord de la route nationale 116, en fin du défilé des Graus. À cet endroit, la rive droite de la Têt fait partie de la commune de Nyer, la rive gauche de celle de Canaveilles.

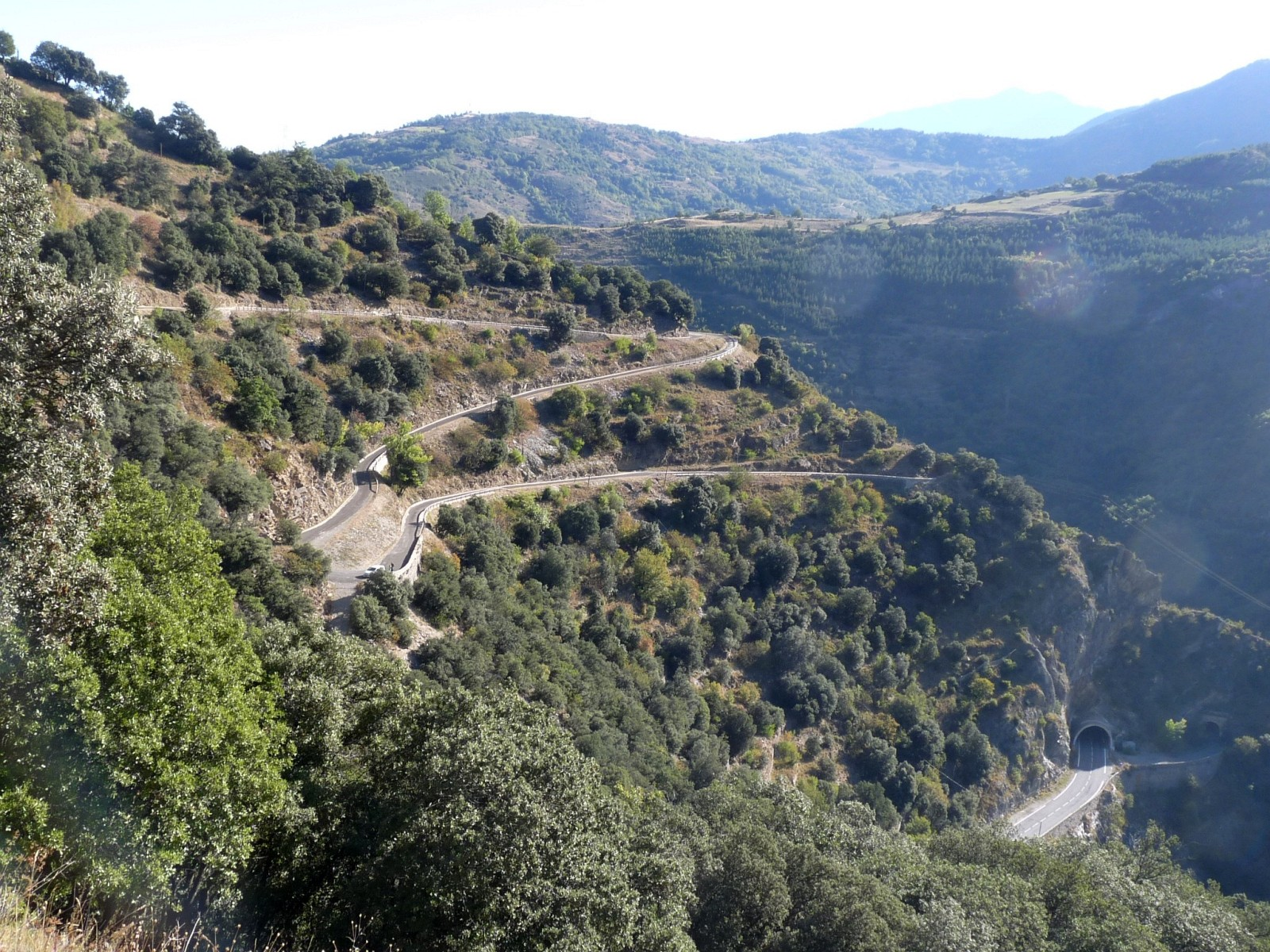
Le défilé des Graus.
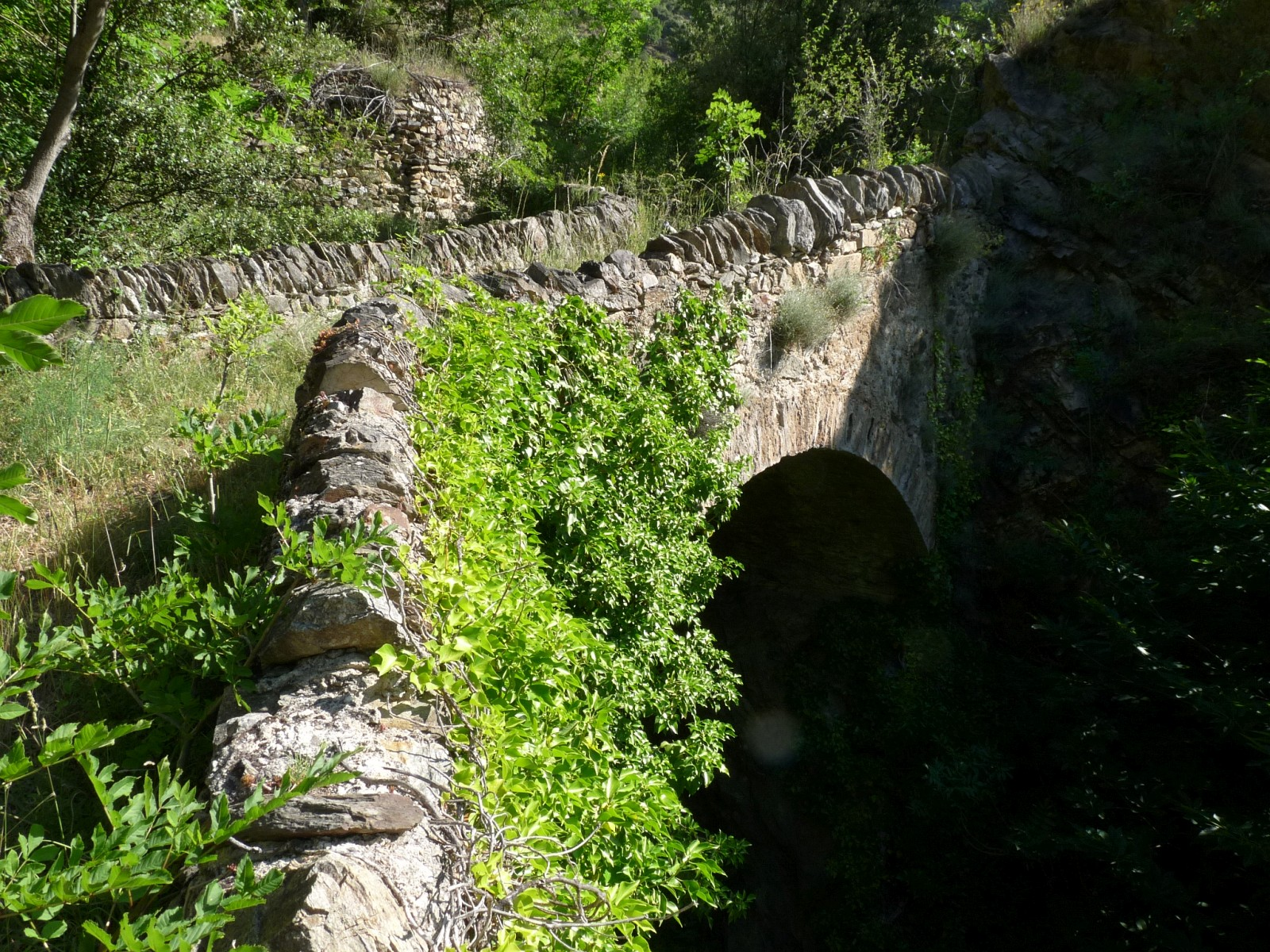
Ancien chemin d'accès à Eixalada.
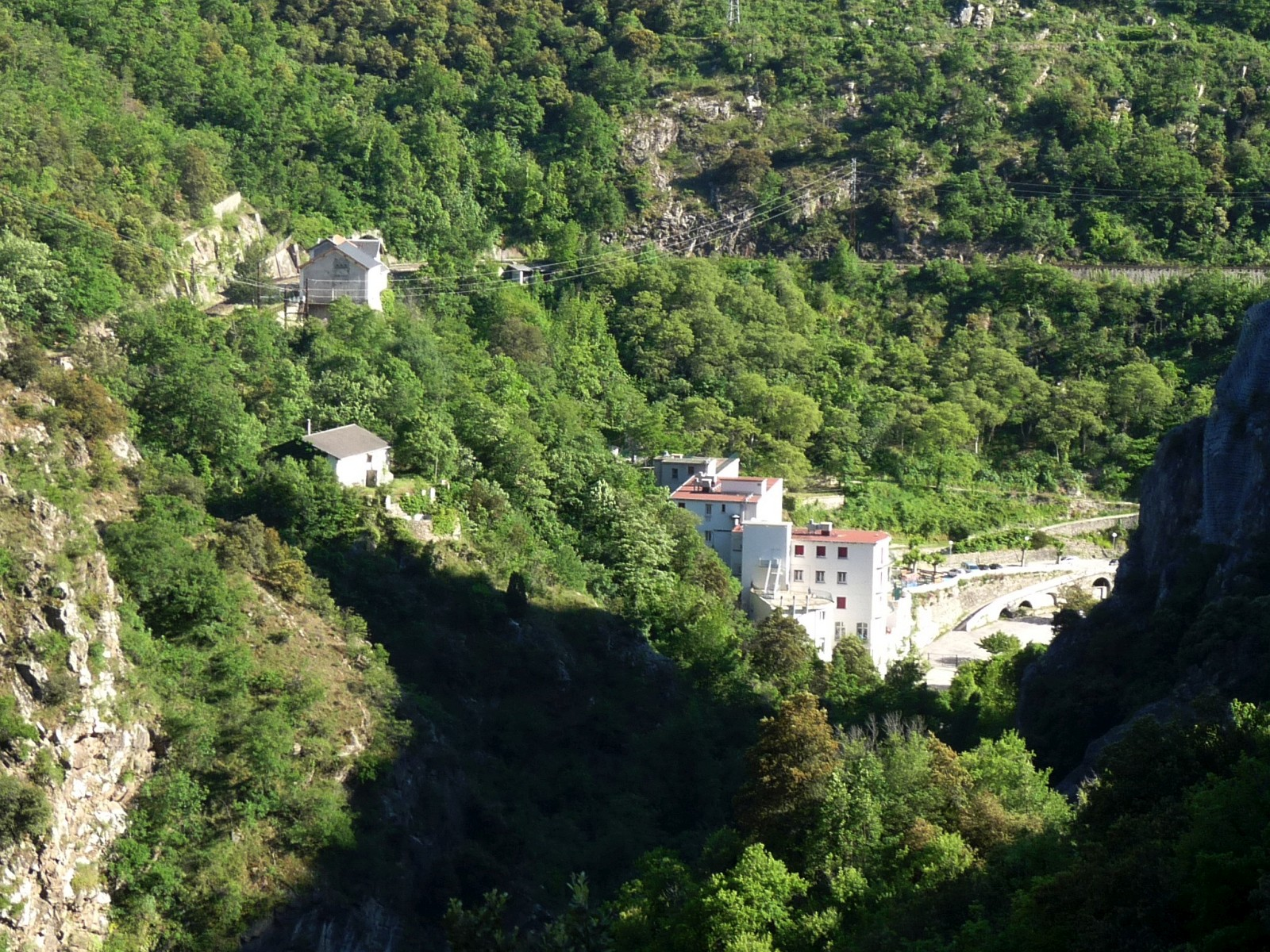
Thuès-les-Bains, niché dans les gorges de la Têt.

## Toponymie
Plusieurs explications furent données pour expliquer le mot Eixalada, parfois écrit Exalada.
Le mot catalan eixalada (du verbe eixalar) signifie « coupure ». Ce toponyme, et d'autres s'en rapprochant (Xalada, Lassada), est assez fréquent en Catalogne Nord et désigne des lieux escarpés.
L'origine la plus probable du toponyme Eixalada est celle issue du verbe latin caelare (« tailler ») auquel est accolé le préfixe ex. D'autres étymologies ont été proposées, basées sur la topographie et les caractéristiques des lieux : basées sur acquis (« eaux »), exire (« sortir », le lieu est à la sortie d'un défilé), scala (« échelle », montée en gradins, qui correspond à l'actuel nom des Graus), ou encore laxicare (« lâcher »). La présence des sources thermales a également conduit des auteurs à rapprocher ce nom du verbe exhalare (« exhaler »).
Le monastère se nomme Saint-André car il est dédié à l'apôtre André, l'un des premiers disciples de Jésus.

## Histoire

### Contexte
À la fin du VIIIe siècle et au tout début du IXe siècle, les troupes de Charlemagne parviennent à repousser les Sarrasins (musulmans) au sud des Pyrénées. Afin de renforcer les territoires nouvellement conquis, Charlemagne fonde la Marche d'Espagne, ensemble de comtés liés à l'empereur. Dans les comtés catalans formés dans l'Est des Pyrénées, de nombreux monastères sont fondés afin de défricher, peupler et gérer ces nouveaux territoires soumis aux Francs, ainsi que pour y propager et renforcer la foi chrétienne.
Ces monastères se développent, quand ils peuvent, grâce à des dons, des achats de terres, ainsi que par les privilèges que les rois carolingiens leur accordent par des textes appelés diplômes. Dix-sept monastères catalans reçoivent un diplôme royal au cours du IXe siècle. Bien souvent, ils connaissent des débuts modestes et difficiles, et nombre d'entre eux échouent et disparaissent.

### Fondation familiale
Le premier texte mentionnant Saint-André d'Eixalda date de 840 ou 841. Il s'agit de la donation, par un groupe de quatorze personnes de la même famille, d'un héritage constitué d'une propriété agricole (vilar) nommée Paulià qu'elles tenaient de leurs grands-parents ou d'avant (ces terres pouvaient avoir été dans la famille depuis plus de cent ans). Ce texte pourrait être le texte fondateur du monastère. Les noms des donateurs sont mentionnés dans le document : Erall, Adanasinda, Forídia, Adesinda, Major, Goteleba, Quideberga, Quixilo, Alexandre, Vurili, Tructulf, Vuló ainsi que les prêtres Comendat et Argemir. Tructulf est mentionné en tant que moine, ainsi qu'un autre homme appelé Concés. Un dénommé Comendat est mentionné plus tard comme abbé, sans qu'il soit cependant tout à fait certain que ce soit la même personne que le donateur. Le monastère est ainsi probablement constitué, à son origine, des moines Tructulf et Concés et du prêtre Comendat.
Le monastère Saint-André d'Eixalada est, à ses débuts, une entreprise essentiellement familiale, vivant modestement, ses seules possessions étant le vilar Paulià et quelques terres dispersées. Cette situation ne change guère jusqu'en 854.

### Expansion
En juillet 854, sans que l'on connaisse leurs motivations (ils auraient pu fonder leur propre monastère ailleurs), plusieurs religieux, bien plus riches et originaires d'Urgell, viennent s'installer au monastère Saint-André d'Eixalada en lui faisant d'importantes donations. Il s'agit de Protasius (nommé parfois Protais en français, ou Protasi en catalan) qui détient le titre d'archiprêtre, de trois prêtres : Sanctiol (ou Sanctiolus), Recesvind (ou Recceswindus) et Victor, du moine Atila et du sous-diacre Baro. Ils acceptent de se soumettre aux règles de la communauté, mais leur don est assorti de plusieurs limitations. Ils en gardent l'usufruit et deviennent les héritiers les uns des autres : à la mort d'un des nouveaux venus, ce sont ses compagnons qui héritent des biens, et non le monastère. S'ils décident de quitter le monastère, ils emporteraient leurs biens avec eux. Le monastère n'hériterait définitivement de ces dons, selon cet accord, qu'à la mort du dernier de ces donateurs.
Les dons, à la fois en terres, en argent, en outils et en bétail, sont importants. Le plus riche des donateurs est Protasius. Il obtient un statut de conversus qui le distingue des autres occupants du monastère. Il garde dans son patrimoine personnel une somme d'argent et une propriété foncière à Cuxa, plus bas dans la vallée, ainsi qu'une grande liberté dans l'usage de ses biens.
Le rôle de Protasius devient central dans le développement du monastère : jusqu'à la fin, il est celui qui apparaît dans tous les textes d'acquisition, que ce soit parce que les terres sont achetées avec son argent, ou parce que son influence joue un rôle décisif. À partir de son arrivée, le monastère connaît une direction bicéphale : il est géré conjointement par l'abbé en place et par Protasius, qui n'a jamais le titre d'abbé à Eixalada.
Le premier texte mentionnant Protasius dans la région du Conflent date de 845, déjà à Cuxa. Avant de s'installer à Eixalada, il acquiert plusieurs fois de nouvelles possessions et gagne en influence dans la région autour de Cuxa (Taurinya, le Llech et Codalet).
Quatre mois après son arrivée, Protasius obtient la donation du vilar d'Entrevalls. Ces terres sont fondamentales pour la viabilité du monastère : attenantes à la communauté (le texte dit ubi edificatum est ipsum monasterium : « là où est édifié ce monastère »), elles assurent son indépendance.

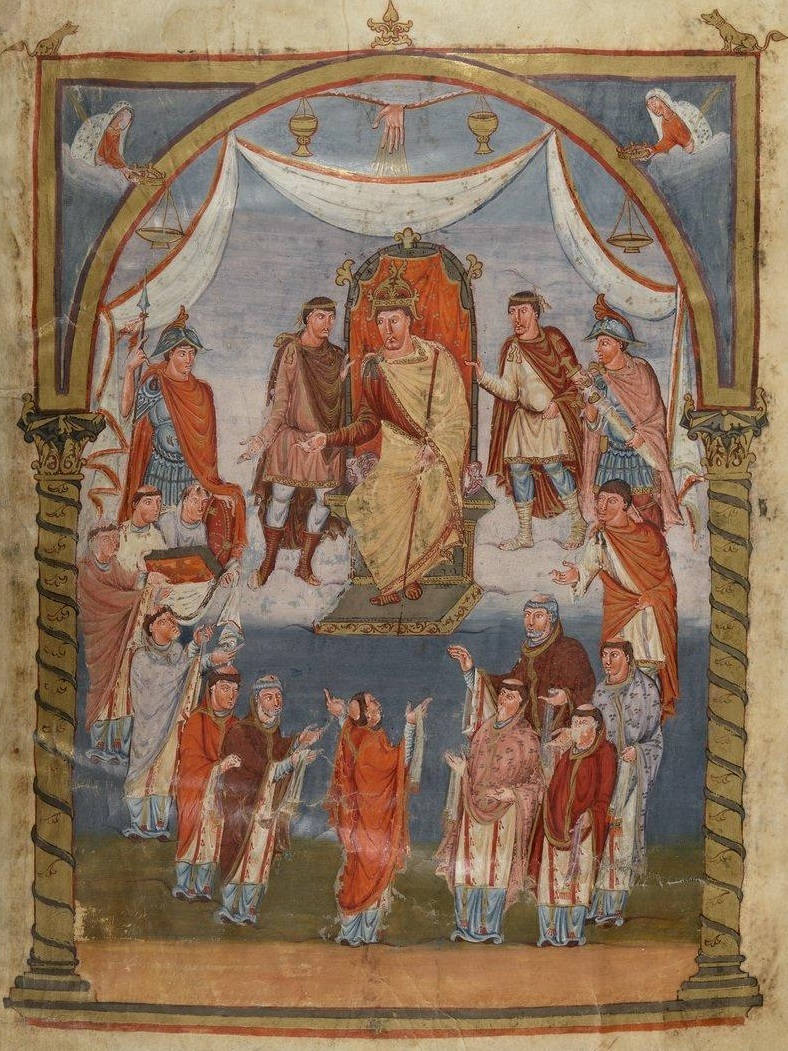
Des moines présentant une bible à Charles II le Chauve. Première Bible de Charles le Chauve, vers 845.

Après 854, pendant dix ans aucun document ne mentionne le monastère. Pendant ce temps, un nouveau venu qui n'était encore jamais mentionné dans les textes précédents, nommé Witiza, devient abbé de Saint-André.
Protasius fonde une église dédiée à saint Germain sur son domaine de Cuxa, en 866 ou avant comme l'indique un texte de donation daté de cette année-là. Des moines résident à cet endroit.

### Abbaye royale
En 871, le nouveau comte de Conflent, Miron, fait le voyage jusqu'à Douzy (actuellement dans le département des Ardennes, à l'autre bout de la France) pour se présenter au roi des Francs Charles le Chauve. Il obtient du roi un diplôme par lequel le monastère acquiert le titre d'abbaye royale. De fait, le monastère passe sous la protection du comte et la direction, auparavant assurée par l'abbé et Protasius, est complétée par une troisième tête en la personne du comte. Ce texte impose à l'abbaye de suivre la règle de saint Benoît, lui accorde la libre élection de son abbé et d'échapper à la justice ordinaire ainsi qu'au paiement du cens et à toute intervention de l'évêque dans ses affaires intérieures ou religieuses.
En 874, Baro, l'un des compagnons de Protasius venus d'Urgell, devient abbé. Cela signifie probablement que Witiza est mort.
Miron, comte de Conflent, devient en 878 comte du Roussillon avec l'appui spirituel et logistique du monastère qui lui apporte à la fois des hommes et les ressources de son important domaine lors d'une conquête qui nécessite l'usage de la force.

### Destruction et conséquences
Le monastère est détruit par une inondation en 878. Selon d'Abadal i de Vinyals, qui se base sur des dates mentionnées dans des textes, la catastrophe a lieu entre le 30 août et le 13 septembre. Pour Pierre Ponsich, qui utilise les statistiques des crues dans la région, le plus probable est qu'elle se soit produite en octobre ; début septembre serait une date exceptionnellement précoce pour ce type d'épisode.
La crue emporte les bâtiments et les possessions du monastère. L'église est détruite, de même que les archives. Les moines ne parviennent à sauver que les documents les plus précieux, dont le diplôme et le cartulaire royaux.
Après la destruction d'Eixalada, Baro est destitué de son statut de moine au profit de Protasius. Il est décidé de ne pas reconstruire le monastère, mais de le déplacer à Cuxa, sur les terres privées de Protasius. Cela a pour avantage de rapprocher la communauté de Prades, ville en plein développement, et de Ria, berceau de la famille du comte Miron. Le temps du monastère isolé dans des gorges est révolu, l'abbaye prend dès lors un rôle politique grandissant.
En 879, Protasius meurt. Dans son testament daté du 13 septembre 879, il mentionne une abbaye composée de cinquante moines accompagnés de vingt servants. Un texte postérieur compte trente-cinq moines dans la nouvelle abbaye de Cuxa, ce qui donne un bilan, pour l'inondation, d'environ quinze moines morts. Le bilan des autres personnes vivant au monastère d'Eixalda ou autour est inconnu.
Après la destruction du monastère, un hameau perdure sur le lieu jusqu'au XIVe siècle, puis disparait. L'établissement de Thuès-les-Bains est construit en 1860.
En 1886, le poète catalan Jacint Verdaguer, dans son poème épique Canigó, consacre de nombreux vers à la tragédie de Saint-André d'Eixalada et à la fondation de Saint-Michel de Cuxa,.
« En Exalada,
vora'l camí de Llivia á Prada,
monjos ahir
teníam temple y monestir,
horta florida,
vells pergamins que'l cor no oblida,
[...]
Mes ¡gran desastre!
de tot aixó no'n queda rastre;
en un moment
la revinguda d'un torrent
ho ha esborrat
y es com si may hagués estat! »
— Jacint Verdaguer, Canigó, IX.

« À Exalade,
sur le chemin de Llívia à Prades,
des moines, hier
possédaient temple et monastère,
jardins fleuris,
vieux parchemins que le cœur point n'oublie,
[...]
Mais, grand désastre !
De tout ceci, il ne reste plus de trace ;
en un instant
la force d'un torrent
a tout effacé
et c'est comme si rien n'avait jamais existé ! »
— Canigó, IX.

## Possessions
L'historien Pierre Ponsich a procédé à l'inventaire des possessions du monastère Saint-André d'Eixalada, qui se sont enrichies au fil du temps. Cet inventaire est récapitulé dans les tableaux suivants.

### Églises
| Saint         | Village     | Commune actuelle  | Date d'acquisition ou de fondation |
| ------------- | ----------- | ----------------- | ---------------------------------- |
| Saint André   | Eixalada    | Eyne              | 840                                |
| Saint Sauveur | Llech       | Estoher           | 848                                |
| Saint Germain | Cuxa        | Codalet           | 866                                |
| Saint Pierre  | Eixalada    | Canaveilles       | 871                                |
| Saint Thomas  | Balaguer    | Fontpédrouse      | 871                                |
| Saint Jean    | Entresvalls | Thuès-Entre-Valls | 871                                |
| Saint Vincent | Campllong   | Vernet-les-Bains  | 876                                |

L'église Saint-Germain de Cuxa, dont la localisation exacte n'est pas connue, a été remplacée par l'abbaye Saint-Michel de Cuxa.
Selon Lluís Basseda, il ne reste plus de l'église Saint-Sauveur que des ruines et un nom : celui du lieu-dit Camp de l'Església (Champ de l'Église sur la carte IGN au 1/25000e), près d'un mas en ruines nommé Mas Llech.
Les églises dédiées aux apôtres Pierre, Thomas et Jean sont citées pour la première fois dans le diplôme de Charles le Chauve en 871.
Il ne reste plus rien de l'église Saint-Thomas, située plus en amont de la vallée de la Têt, si ce n'est le nom d'un lieu-dit Saint-Thomas. Comme le monastère, elle fut construite dans un endroit comportant plusieurs sources thermales. De nos jours, à son emplacement approximatif se trouve une station thermale appelée Saint-Thomas-les-Bains.
L'église Saint-Pierre d'Eixalada est également en ruines. Les quelques restes actuellement visibles semblent dater du XIIe siècle.
Pour d'Abadal, l'église Saint-Jean est impossible à situer. Ponsich la place à Entre-Valls (ou Entresvalls), où il existe encore une église Saint-Jean, peut-être construite au XIIe siècle.

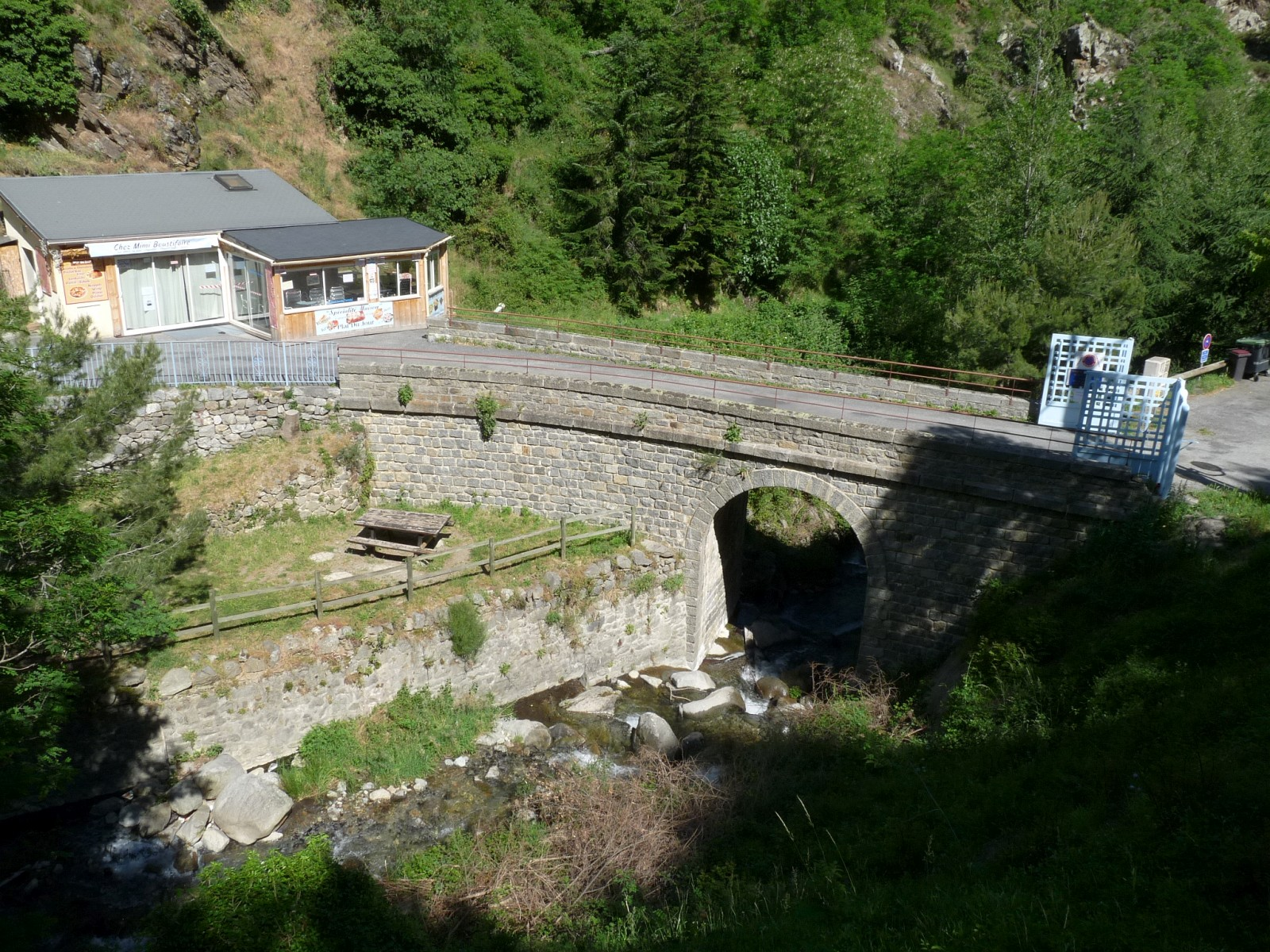
Les bains de Saint-Thomas en 2014.
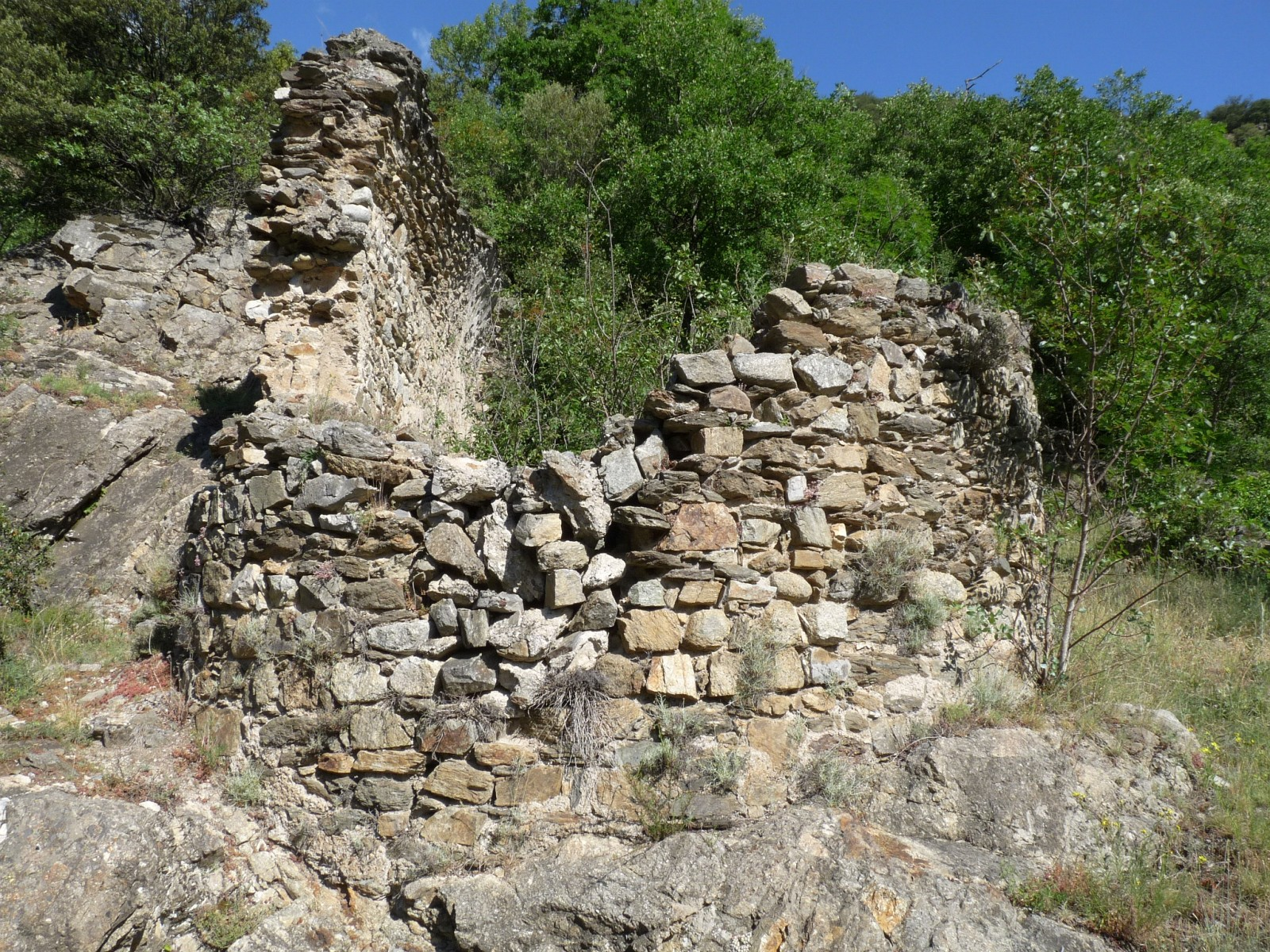
Ruines de l'église Saint-Pierre d'Eixalada

L'église Saint-Vincent de Campllong est également réduite à l'état de ruines envahies de végétation, au point que les restes du bâtiment sont difficilement datables.

### Domaine foncier
Le premier document de 840-841 attribue au monastère la quasi-totalité du territoire de Fuilla, en moyen Conflent. Ce domaine foncier ne cesse de s'étendre jusqu'à la catastrophe de 878, avec les acquisitions suivantes :
T : totalité ou quasi-totalité du territoire de la localité

M : majeure partie

P : en partie
| Localité         | Date      | Proportion |
| ---------------- | --------- | ---------- |
| Eixalada         | 840 à 846 | T          |
| Canaveilles      | 849 à 879 | T          |
| Entrevalls       | 854 à 879 | T          |
| Ocenyes          | 854 à 879 | T          |
| Moncles          | 864 à 876 | T          |
| Tuevol           | 864 à 876 | T          |
| Llar             | 864 à 878 | T          |
| Talau            | 874 à 878 | T          |
| Thuès et Albaret | avant 878 | T          |
| Balaguer         | 854-855   | P          |
| Sauto            | 866-876   | P          |
| Els Plans        | 870       | P          |
| Marians          | 874-875   | P          |
| Souanyas         | 874-875   | P          |
| Olette           | 878       | P          |
| En               | avant 878 | P          |

| Localité | Date     | Proportion |
| -------- | -------- | ---------- |
| Cuxa     | 845-879  | T          |
| Taurinya | 846-879  | T          |
| Codalet  | 850-879  | T          |
| Camplong | 876-879  | T          |
| Llech    | 848-879  | M          |
| Ria      | vers 864 | P          |
| Rigarda  | vers 864 | P          |
| Fillols  | 870      | P          |
| Clara    | 878      | P          |

Note
Les localités données sont des hameaux, villages ou lieux-dits historiques. Par exemple, il faut distinguer le village de Souanyas de l'actuelle commune française du même nom. Ici, Souanyas désigne le village, chef-lieu de la commune qui incorpore notamment le hameau de Marians.
Outre les possessions autour des deux centres de l'abbaye que sont Eixalada et Cuxa, la communauté acquiert également quelques terres en Cerdagne, Roussillon et Fenouillèdes, toutes après 854.

## Le problème des sources
L'ancienneté du monastère et son histoire font que les sources textuelles sont rares. À cela s'ajoute leur manque de fiabilité : certaines se sont révélées être des faux, la falsification ayant parfois été effectuée par les moines de Saint-André eux-mêmes.
Le père François Font, dans son Histoire de l'abbaye royale de Saint-André d'Exalada (1903) est conscient de ces problèmes. Après avoir évoqué la légende de la fondation du monastère, il écrit :

« En cherchant la date vraie de l'origine de l'Abbaye de Saint-André d'Exalada dont l'existence remonte si haut, après avoir sérieusement consulté les documents si variés qui lui sont relatifs, il semble tout d'abord qu'une nuit impénétrable l'enveloppe ; et on est alors porté à croire que ce serait peut-être, comme certains l'ont dit, à la faveur de cette nuit que de filiales et jalouses ambitions auraient jadis tenté de lui créer une antiquité chimérique, de la faire remonter à Pépin et à Childéric, de falsifier même des chartes de Charles-le-Chauve pour les attribuer à Charlemagne — et d'associer ainsi son berceau à la grandeur du plus grand nom de l'Europe chrétienne.
En réalité, il n'en est pas ainsi, et on ne peut pas penser autrement lorsqu'on a sous la main des documents authentiques et qu'on marche avec eux à la suite d'auteurs se recommandant aussi bien par leur talent de chroniqueur consciencieux que par la réputation d'hommes intègres au point de vue historique — et d'un désintéressement absolu. »

Dans cet ouvrage, Font suit d'autres auteurs pour fixer la date de fondation du monastère en 745, sous le règne du roi Childéric III, à l'époque où Pépin le Bref gouverne le royaume franc, et place l'inondation destructrice en 779. Il s'appuie sur un texte de Charlemagne connu par une copie du XVIIIe siècle faite à Eixalada, ainsi qu'un texte en castillan qu'il a lui-même découvert dans les archives de la Cathédrale d'Urgell, insistant sur le caractère selon lui authentique de ces documents.

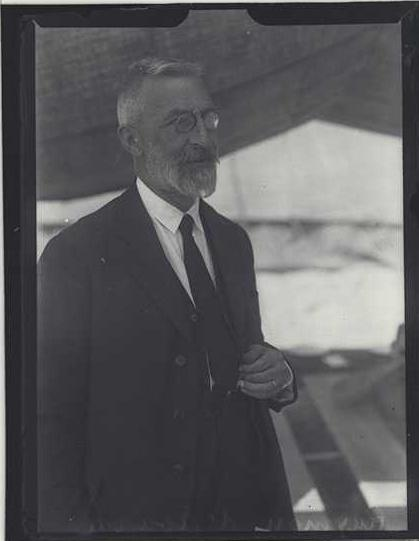
Ramon d'Abadal i de Vinyals.

Les allégations de Font et de la plupart des auteurs qui l'ont précédé ne sont pas retenues par les historiens contemporains. Parmi les auteurs anciens, seuls Pierre de Marca (1594-1662) et Étienne Baluze (1630-1718) ont réussi à ne pas être dupés par les falsifications. La date de 840 est retenue à partir des travaux de Pierre Ponsich et Ramon d'Abadal i de Vinyals au début des années 1950.
Un moine de Cuxa raconte, au XVe siècle, que tous les moines d'Eixalada furent tués par l'inondation, sauf cinq. Le précepte de Charles le Chauve de 871 lui-même, dans son préambule, présente Protasius et ses compatriotes d'Urgell comme arrivés ensemble à Eixalada (y compris Witiza et des dénommés Lucà, Guntefred et Leudemir arrivés plus tard, sans doute également d'Urgell) et comme les fondateurs du monastère.
Certaines des falsifications faites ont sans doute été réalisées afin d'affermir la légitimité du monastère sur des possessions territoriales, alors que son développement ne s'est pas réalisé sans opposition de la part des habitants de la région.

#### Ouvrages anciens en français
- Gabriel-Francois de Blay de Gaix, « Étude sur la fondation de l'Abbaye de Saint-Michel-de-Cuxa », Revue d'histoire et archéologie du Roussillon, Perpignan, J. Payret, t. VI,‎ 1905
- Jean Capeille, « Protasius », dans Dictionnaire de biographies roussillonnaises, Perpignan, 1914
- François Font, Histoire de l'abbaye royale de Saint-Martin du Canigou (Diocèse de Perpignan) suivie de la légende et de l'histoire de l'Abbaye de Saint André d'Exalada, Perpignan, C. Latrobe, 1903 (lire en ligne)

#### Ouvrages récents en français
- Lluís Basseda, Toponymie historique de Catalunya Nord, t. 1, Prades, Revista Terra Nostra, 1990, 796 p.
- Aymat Catafau, « À propos des origines de l'abbaye Sainte-Marie d'Arles-sur-Tech », Bulletin de l'Association Archéologique des Pyrénées-Orientales, no 15,‎ décembre 2000
- Mathias Delcor, « Problèmes posés par l'église de Saint-Michel de Cuxa consacrée en 974, et par les églises successives qui l'ont précédée », Les Cahiers des Saint-Michel de Cuxa, no 6,‎ juin 1975
- Henri Guiter, « Le développement d'un monastère bénédictin à l'époque carolingienne : Saint-André d'Eixalada - Saint-Michel de Cuixà », Bulletin philologique et historique du Comité des travaux historiques et scientifiques, Paris,‎ 1969, p. 649-658
- Géraldine Mallet, Églises romanes oubliées du Roussillon, Montpellier, Les Presses du Languedoc, 2003, 334 p. (ISBN 978-2-8599-8244-7)
- Pierre Ponsich, « Les origines de Saint-Michel de Cuxa : Saint-André d'Exalada et Saint-Germain de Cuxa », Études roussillonnaises, nos 1-2,‎ 1952, p. 7-19
- Pierre Ponsich, « La grande histoire de Saint-Michel de Cuxa au Xe siècle », Les Cahiers de Saint-Michel de Cuxa, no 6,‎ juin 1975
- Pierre Ponsich, « Saint-André d'Eixalada et la naissance de l'abbaye de Saint-Germain de Cuixa (840-879) », les Cahiers de Saint-Michel de Cuxa, no 11,‎ 1980, p. 7-32
- Iluís To Figueras, « Fondations monastiques et mémoire familiale en Catalogne (IXe – XIe siècle) », dans Sauver son âme et se perpétuer : Transmission du patrimoine et mémoire au haut Moyen-Âge, Rome, Publications de l’École française de Rome, 2005 (ISBN 9782728310142, lire en ligne)

#### En catalan
- (ca) Ramon d'Abadal i de Vinyals, Catalunya carolíngia : els diplomes carolingis a Catalunya, vol. 2, Institut d'Estudis Catalans, 1950, partie 1
- (ca) Ramon d'Abadal i de Vinyals, Com neix i com creix un gran monestir pirinenc abans de l'any mil : Eixalada-Cuixà, Barcelone, Abadia de Montserrat, 1955, 221 p.
- (ca) « Monestir d'Eixalada », Gran Enciclopèdia Catalana, sur enciclopedia.cat, Barcelone, Edicions 62.
- (ca) « Sant Andreu d’Eixalada », dans Catalunya romànica, t. VII : La Cerdanya. El Conflent, Barcelone, Fundació Enciclopèdia Catalana, 1995 (lire en ligne)